# Dubaj (emírség)
Dubaj az Egyesült Arab Emírségek második legnagyobb emírsége Abu-Dzabi után. Központja Dubaj. Területe a partmenti mesterséges szigeteket is beszámítva 4114 km², azok nélkül 3885 km². Abu-Dzabi mellett az egyetlen emírség, amely vétójoggal rendelkezik az országon belül.
Dubaj jogi, politikai, hadi és gazdasági viszonyban áll más emírségekkel egy bizonyos szövetségi keretrendszeren belül, habár minden egyes emirátus saját hatáskörökkel is rendelkezik, mint például a polgári törvények végrehajtása vagy helyi szolgáltatások fenntartása terén. Az emírségek közül Dubaj rendelkezik a legtöbb lakossal, és területét tekintve a második legnagyobb Abu-Dzabi után. A 7 emírség közül egyedül Dubaj és Abu-Dzabi rendelkezik vétójoggal az ország törvényhozásának döntő, nemzeti fontosságú ügyeiben. Dubajt az Ál Maktúm dinasztia vezeti 1833 óta. Az uralkodó jelenleg (2017-es állapot szerint) Mohammed Bin Rásid Ál Maktúm, aki az Egyesült Arab Emírségek miniszterelnöke és alelnöke is egyben.
Az emirátus fő bevételei a turizmusból, az ingatlanértékesítésből, valamint a különféle pénzügyi szolgáltatásokból származnak. Habár Dubaj gazdasága eredetileg az olajra épült, a kőolaj és földgáz kitermelése ma már csak a 6%-át adja ki az emírség 80 milliárd dolláros költségvetésének. Az ingatlanok értékesítése, valamint az építkezések 22,6%-át tették ki a költségvetésnek 2005-ben, mielőtt elkezdődtek a későbbi nagyarányú fejlesztések.
| 2019 | 3 355 900 |
| 2025 | 3 825 000 |